# Конвой H-30
Конвой H-30 — японський конвой часів Другої світової війни, проведення якого відбувалось у червні — липні 1944-го.
H-30 належав до серії конвоїв, які в 1943—1944 роках ходили між важливим транспортним хабом у Манілі та островом Хальмахера зі складу Молуккського архіпелагу (північний схід Нідерландської Ост-Індії), який, зокрема, відігравав важливу роль у постачанні японських сил на заході Нової Гвінеї.
До складу конвою увійшли транспорти «Гамбург-Мару», «Наруо-Мару» (Naruo Maru), «Клайд-Мару», «Сінсей-Мару № 5» (Shinsei Maru No. 5), «Гавр-Мару» (Havre Maru), «Тацушо-Мару» (Tatsusho Maru) та «Сіншо-Мару» (Shinsho Maru). Охорону забезпечували міцний загороджувач «Яеяма» та мисливець за підводними човнами CH-23.
27 червня 1944-го загін вийшов з Маніли, а 29—30 червня побував у Себу (центральна частина Філіппінського архіпелагу). Хоча маршрут конвою пролягав через кілька районів, де традиційно патрулювали ворожі підводні човни, цього разу операція пройшла без інцидентів і 5 липня конвой Н-30 досягнув затоки Кау (глибоко вдається у острів Хальмахера з півночі).